# 목천 마씨
목천 마씨(木川馬氏)는 충청남도 천안시 목천읍을 본관으로 하는 한국의 성씨이다.
시조 마려(馬黎)는 백제의 개국공신이다. 중시조 마경수(馬坰秀)가 고려조에 평장사(平章事)에 오르고 신정군(新定君)에 봉해졌다.

## 역사
시조 마려(馬黎)는 백제 개국공신이다. 《삼국사기(三國史記)》 제23권 백제본기에 따르면 기원전 18년  마려(馬藜), 오간(烏干) 등 10인이 고구려 동명왕(東明王)의 셋째 아들 온조(溫祚)를 인도하여 졸본부여(卒本扶餘)를 피해 남하해서 위례성을 도읍(都邑)으로 백제를 건국하고 온조(溫祚)를 왕(王)으로 받들었다. 온조왕이 개국원훈(開國元勳) 마려(馬黎)에게 좌보(左輔)의 벼슬을 내렸다.
중시조 마경수(馬坰秀)는 고려조에 평장사(平章事)에 오르고 신정군(新定君)에 봉군되었다.

## 분파
고려 문종 때의 마점중(馬占中)의 장남 마현(馬鉉)이 목천 마씨(木川 馬氏), 차남 마혁인(馬爀仁)이 장흥 마씨(長興 馬氏)로 나누어졌다. 목천 마씨 과거 급제자들의 거주지가 대부분 개성(開城)으로 기록되어 있다.

## 본관
목천은 현재의 충청남도 천안시 목천읍 일대이다. 본래 백제의 대목악군(大木岳郡)인데, 757년(신라 경덕왕 16)에 대록군(大麓郡)으로 고쳐 금지현(金池縣)과 순치현(馴雉縣)을 관할하였다. 940년(고려 태조 23)에 목주(木州)로 개칭했으며, 1018년(현종 9)에 청주의 속현이 되었다. 1172년(명종 2)에 감무를 둠으로써 독립하여 연기현(燕岐縣) 감무를 겸하였다. 1413년(태종 13)에 목천현(木川縣)이 되어 조선시대 동안 유지되었다. 별호(別號)는 신정(新定)이다. 1895년(고종 32) 목천군으로 개편되었으나 1914년 목천면으로 축소되어 천안군에 편입되었다. 2002년 1월 1일 목천면이 목천읍으로 승격했다.

## 인물
- 마경수(馬坰秀) : 고려 평장사(平章事) 신정군(新定君)
- 마희원(馬希遠) : 마경수의 아들. 고려조에 목사(牧使)를 지냈다. 안동 김씨(安東金氏) 안렴사(按廉使) 김사렴(金士廉)의 사위.
- 마희상(馬羲祥) : 마경수의 8대손. 호 괴당(槐堂). 효심이 지극하고 성격이 결백하였으므로 조정에서 후릉참봉(厚陵參奉)에 임명했으나 사퇴하고 학문에만 전심하였다. 이이(李珥)가 가전효우학관천(家傳孝友學貫天)이라는 시를 지어 그를 칭찬했다.
- 마희경(馬羲慶, 1525년 ~ 1589년) : 자(字)는 중적(仲積), 호는 죽계(竹溪). 서경덕(徐花潭)의 문하(門下)에서 수학하였고, 1567년(선조 즉위년) 생원시에 급제하였다. 1581년(선조 14년) 율곡(栗谷) 이이(李珥)가 효렴(孝廉)으로 천거하여 북부 참봉(北部參奉)에 임명되었으나, 사은(謝恩)하고 학문에 전념하였다. 평양 유후(平壤留後)로 있던 월정(月汀) 윤근수(尹根壽)가 마희경의 명성을 듣고 찾아가 말하기를, “그윽한 난(蘭)이 골짜기에 있으니 향기는 절로 사람에게 다가든다.” 하여 그의 학문을 높이 칭송하였고, 이어 상종하며 매우 친하게 지냈다. 이로부터 이곳에 부임하는 여러 관원 및 동서로 가는 사대부는 너나없이 마희경의 집을 찾아 예(禮)를 하였다. 좌의정 박세채(朴世采)가 그의 묘갈명을 작성하였다.[4]
- 마사종(馬嗣宗) : 호는 낙포(樂圃). 조부는 마희경(馬羲慶)이고, 부는 마덕룡(馬德龍)이다. 오음(梧陰) 윤두수(尹斗壽)에게 글을 배웠는데, 문장과 학문이 뛰어나서 월정(月汀) 윤근수(尹根壽)가 “문학으로는 세상에 마사종이 있다. 이는 서경(西京)의 아유(雅儒)다.”라고 칭찬했다고 전한다. 또 주자(朱子)의 가례(家禮)가 현실에 맞지 않다 하여 당시의 실정에 맞게 조선 고유의 예법(禮法)을 정립하였다. 저서로 『오륜통의(五倫通義)』, 『사례비요(四禮備要)』가 있다.
- 마상원(馬尙遠, 1573년 ~ ?) : 자는 이중(而重). 호는 팔해(八垓). 조부는 마희상(馬羲祥)이고, 아버지는 성균진사(成均進士) 마여룡(馬汝龍)이다. 1606년(선조 39) 증광시 진사(進士) 2등 1위로 합격하였다. 당시 문장이 뛰어나 동방문사(東方文士)로 일컬어진 차천로(車天輅) 형제와 함께 ‘양차일마(兩車一馬)’로 불렸다.
- 마현겸(馬玄謙, 1631년 ~ ?) : 진사 마상원의 손자. 자는 천휘(天撝). 1654년(효종 5)에 문과에 급제하였다. 1658년(효종 9) 교서관정자(校書館正字)를 지냈고, 이후 성균관전적(成均館典籍)을 역임했다.
- 마격(馬格, 1647년 ~ ?) : 1690년 생원시에 합격하고, 1696년(숙종 22년) 문과에 급제하여 교서박사(校書博士), 장수찰방(長水察訪), 성균관 전적(典籍), 개성교수(開城敎授)를 역임하였다.
- 마성하(馬聖河, 1686년 ~ ?) : 1714년(숙종 40년) 무과에 급제하여 훈련판관(訓鍊判官), 도총도사(都摠都事), 산산 첨사(蒜山僉使)를 지냈다.
- 마맹하(馬孟河, 1701년 ~ ?) : 자는 군범(君範). 증조부는 병자호란(丙子胡亂) 때 굶주린 백성들을 구휼(救恤)하여 첨지중추부사(僉知中樞府事)에 오른 마인호(馬仁浩)이고, 조부는 마상달(馬尙達)이며, 부는 학생(學生) 마황(馬榥)이다. 외조부는 이덕형(李德馨)이고, 처부는 임전(林㙉)과 김리복(金履復)이다. 1727년(영조 3) 증광시 진사(進士) 3등으로 합격하여 성균관권지(成均館權知)가 되고, 1747년(영조 23) 식년시 문과에 을과 3위로 급제하여 학유(學諭)를 지냈다.[5]
- 마지휘(馬之徽, 1725년 ~ ?) : 마맹하의 아들. 1756년(영조 32년) 문과에 급제하여 성균관 직강(直講)을 지냈다.
- 마사인(馬思仁, 1755년 ~ ?) : 아버지는 생원 마지락(馬之洛)이고, 어머니는 전주 이씨로 생원 이호겸(李好謙)의 딸이다. 1780년(정조 4년) 문과에 급제하여 성균관학록, 사변가주서(事變假注書), 함경도사(咸鏡都事)를 거쳐 1790년 동지중추부사에 오르고, 1796년 예조좌랑(禮曹佐郞), 1797년 황해도사(黃海都事)를 역임하였다.
- 마유(馬游, 1759년 ~ ?) : 1798년(정조 22년) 식년시(式年試) 진사(進士) 3등에 합격하여 분교관을 거쳐 중부령을 지냈다.
- 마한량(馬翰良, 1793년 ~ ?) : 마지휘의 증손. 1836년(헌종 2년) 문과에 급제하여 사헌부 장령(掌令)을 역임하였다.
- 마해송(馬海松, 1905년 ~ 1966년) : 아동문학가. 수필가.
- 마웅호(馬雄豪, 1920년 ~ ?) : 녹십자의료공업 회장
- 마종기(馬鍾基, 1939년 ~ ) : 오하이오 주립대학교 의과대학 교수. 시인.
- 마석일(馬錫一, 1939년 ~ ) : 인하대학교 섬유공학과 교수. 인하대학교 부총장.
- 마광수(馬光洙, 1951년 ~ 2017년) : 연세대학교 국어국문학과 교수.
- 마상준(馬相準, 1964년 ~ ) : 한국건설기술연구원 수석연구
- 마경섭(馬京燮, 1965년 ~ ) : (주) 한국항공우주산업 前 운영그룹장 (COO), 前 경영전략부문장.

## 과거 급제자
목천 마씨는 조선시대 과거 급제자 33명을 배출하였다.
문과
마격(馬格) 마계변(馬繼卞) 마맹하(馬孟河) 마사인(馬思仁) 마지휘(馬之徽) 마한량(馬翰良) 마현겸(馬玄謙)
무과
마성하(馬聖河) 마지진(馬之晉)
생원시
마격(馬格) 마계변(馬繼卞) 마지경(馬之烱) 마지광(馬之光) 마지락(馬之洛) 마행규(馬行逵) 마희경(馬羲慶)
진사시
마경하(馬慶河) 마맹하(馬孟河) 마사의(馬思義) 마상원(馬尙遠) 마속(馬涑) 마여룡(馬汝龍) 마연(馬沇) 마용하(馬龍河) 마유(馬游) 마윤하(馬潤河) 마준근(馬駿根) 마지량(馬之良) 마지선(馬之善) 마지임(馬之任) 마징하(馬徵河) 마태하(馬泰河)
음관
마한량(馬翰良)

## 조선 왕실과의 인척 관계
- 경녕군(태종의 서자) 계비 군부인(郡夫人) 개성부 마씨(馬氏)

## 인구
- 1985년 1,225가구 5,234명
- 2000년 941가구 2,982명
- 2015년 2,586명

## 같이 보기
- 장흥 마씨